# Chocnějovice
Chocnějovice är en ort i Tjeckien.   Den ligger i regionen Mellersta Böhmen, i den centrala delen av landet, 70 km nordost om huvudstaden Prag. Chocnějovice ligger 299 meter över havet och antalet invånare är 399.
Terrängen runt Chocnějovice är huvudsakligen platt, men åt sydost är den kuperad. Runt Chocnějovice är det ganska tätbefolkat, med 100 invånare per kvadratkilometer. Närmaste större samhälle är Mladá Boleslav, 19,0 km söder om Chocnějovice. Omgivningarna runt Chocnějovice är en mosaik av jordbruksmark och naturlig växtlighet.